# Oleg Walentinowitsch Iwanow

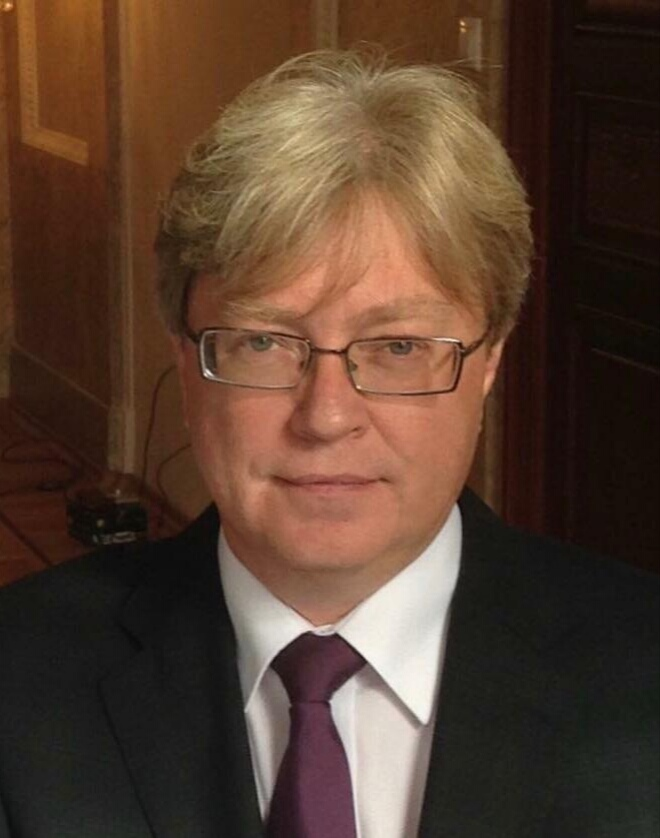
Oleg Walentinowitsch Iwanow

Oleg Walentinowitsch Iwanow (russisch Олег Валентинович Иванов; * 29. September 1962 im Dorf Perschutino bei Klin) ist ein sowjetisch-russischer Kulturwissenschaftler und Hochschullehrer.

## Leben
Iwanow besuchte 1969–1978 die Mittelschule Nr. 3 in Reutow. Als Ergebnis der Mathematik-Olympiade 1978 durchlief er mit Erfolg den Wettbewerb für die Kolmogorow-Internatsschule Nr. 18 der Lomonossow-Universität Moskau (MGU), die er 1979 absolvierte. Darauf studierte er an der MGU in der Mechanisch-Mathematischen Fakultät (Mechmat) und spezialisierte sich am Lehrstuhl für Wahrscheinlichkeitstheorie und Mathematische Statistik.
Nach dem Abschluss des Studiums 1984 leitete Iwanow eine Abteilung des Komsomol-Komitees der MGU und wurde Vize-Sekretär dieses Komitees. 1988 begann er die dreijährige Aspirantur an der Mechmat bei Konstantin Alexejewitsch Rybnikow. 1992 verteidigte er in dem nach Sergei Iwanowitsch Wawilow benannten Institut für Geschichte der Naturwissenschaft und Technik (IIJT) der Akademie der Wissenschaften der UdSSR (AN-SSSR, seit 1991 Russische Akademie der Wissenschaften (RAN)) mit Erfolg seine Dissertation über die Geschichte der Theorie der Symmetrischen Funktionen für die Promotion zum Kandidaten der physikalisch-mathematischen Wissenschaften 1993.
1991–1998 war Iwanow Assistent und dann Wissenschaftlicher Mitarbeiter des Lehrstuhls für Mathematische Statistik der Mechmat der MGU. 1995–2001 war er Generaldirektor der Audit-Firma Univers-Audit.
2001 wurde Iwanow Leiter des Lehrstuhls für Sozialinformatik der Soziologie-Fakultät der MGU. 2006 gründete er  zusammen mit Natalja Galkina das Forschungsprojekt Movie Research (MRC) zur Durchführung von Studien für die russische Filmindustrie und leitete es bis 2013. 2012–2016 war er Dozent an der Fakultät für globale Prozesse der MGU. Weitere Führungspositionen folgten.
2018 wurde Iwanow Leiter des Zentrums für Erforschung der kulturellen Umwelt der Philosophischen Fakultät der MGU und Forschungsleiter des Laboratoriums für künftiges Theater des Russischen Instituts für Theaterkunst (TITIS).
Seit 2020 nimmt Iwanow die Leitung des Lehrstuhls für Darstellende-Kunst-Produktion des Moskauer Gnessin-Instituts wahr.
In dem russischen Action-Science-Fiction-Film aus dem Jahr 2009 Schwarzer Blitz (russisch Чёрная молния, transkribiert Tschernaja molnija) übernahm Iwanow die Lektorenrolle.
Seit 2012 ist Iwanow Sekretär der Union der Kinematographisten Russlands.
Iwanow ist verheiratet und hat zwei Töchter.